# Ala Boratyn
Ala Boratyn (phát âm tiếng Ba Lan: [ˈala bɔːˈratɨn], còn được gọi là Ala, tên khai sinh Alicja Julia Boratyn, sinh ngày 27 tháng 11 năm 1992) là một ca sĩ-nhạc sĩ người Ba Lan. Cô nổi tiếng từ năm 2005, khi là một trong những ca sĩ chính của nhóm Blog 27. Cùng với nhóm nhạc Blog 27, Boratyn gặt hái thành công tại quê hương Ba Lan, cũng như Trung Âu và Nhật Bản. Năm 2006, cô rời ban nhạc để bắt đầu sự nghiệp hát solo một thời gian ngắn trước khi trở thành thành viên ban nhạc Wicky Giant và Ala Zastary.

## Sự nghiệp
Boratyn ra mắt công chúng vào năm 2005 khi cùng với người bạn thân Tola Szlagowskaa thành lập ban nhạc Ba Lan Blog 27. Bộ đôi này đã đạt được thành công thương mại với album đầu tay <LOL> nằm trong bảng xếp hạng âm nhạc ở một số nước châu Âu và Nhật Bản năm 2006. Bài hát được chứng nhận double platinum ở Ba Lan  cùng với ba bài hát quốc tế: " Uh La La La ", " Hey Boy (Get Your Ass Up) " và " Wid Out Ya ". Ala lưu diễn ở Tây Âu để hỗ trợ ban nhạc nổi tiếng của Đức Tokio Hotel. Vào tháng 10 năm 2006, cô tuyên bố rời khỏi ban nhạc. Sau đó, cô bắt đầu sự nghiệp hát solo, phát hành album đầu tay Higher vào tháng 11 năm 2007. Mặc dù đĩa đơn đầu tiên, "Angel", đã đạt được thành công đáng kể, album này có doanh thu không bằng album cũ của Blog 27. Sau đó, cô thu âm năm bài hát cho nhạc phim bộ phim truyền hình Majka năm 2010, phiên bản tiếng Ba Lan của bộ telenovela mang tên Juana la virgen (một bộ phim nổi tiếng tại Venezuela). Hai bài hát trong số đó, "Nie pytaj mnie" và "SMS", đã trở thành hit.
Năm 2014, sau vài năm sự nghiệp gián đoạn, cô đã quay lại và trở thành giọng ca chính cho ban nhạc Wicky Giant, nhóm nhạc biểu diễn nhạc pop lấy cảm hứng từ grunge (một tiểu thể loại của alternative rock). Ban nhạc phát hành một EP vào năm 2016. Cô cũng tham gia biểu diễn trong ban nhạc indie pop New People, vào cuối năm 2017, cô khởi động dự án Ala Zastary cùng với người bạn cùng nhóm Jakub Sikora. Bộ đôi này phát hành đĩa đơn đầu tay "Pilot" vào cuối năm 2017. Tháng 2 năm 2018, album đầu tay của New People được phát hành.

## Danh sách đĩa hát
- 2005: <LOL> (cùng nhóm Blog 27)
- 2007: Higher (solo)
- 2016: Wicked Giant (EP; với Wicked Giant)
- 2018: New People (với New People)